# Microphysogobio vietnamica
Microphysogobio vietnamica är en fiskart som beskrevs av Mai, 1978. Microphysogobio vietnamica ingår i släktet Microphysogobio och familjen karpfiskar. IUCN kategoriserar arten globalt som otillräckligt studerad. Inga underarter finns listade i Catalogue of Life.